# Parachilus mimulus
Parachilus mimulus är en stekelart som beskrevs av Giordani Soika 1989. Parachilus mimulus ingår i släktet Parachilus och familjen Eumenidae. Inga underarter finns listade i Catalogue of Life.